# 찰스 댄스
찰스 댄스(영어: Charles Dance, OBE, 1946년 10월 10일 ~ )는 잉글랜드의 배우이자 각본가, 영화 감독이다. 댄스는 관료나 악당 역을 주로 연기하였다. 그가 찬사를 받은 배역으로는 《라스트 액션 히어로》의 베네딕트, 《에이리언 3》의 조나단 클레맨스 박사, Sky One이 제작한 테리 프래쳇의 Going Postal에서 해브록 베티나리경, HBO의 《왕좌의 게임》에서의 타이윈 라니스터 등이 있다.

## 출연 작품

### 영화
- 에디 머피의 골든 차일드
- 에이리언 3
- 판타스틱 우체국 - 베티나리 경 역
- 언더월드: 블러드 워
- 고질라: 킹 오브 몬스터 - 조나 앨런 역
- 킹스맨: 퍼스트 에이전트 - 아서 역
- 오멘: 저주의 시작 - 해리스 신부 역

### 드라마
- 그리고 아무도 없었다 - 로렌스 워그레이 역

### 텔레비전
- Terry Pratchett's Going Postal (2010) - 해브록 베티나리 경 역

## 서훈
- 2006년 대영 제국 훈장 4등급(OBE) 수훈[1]